# Ficus rheedei
Ficus rheedei là một loài thực vật có hoa trong họ Moraceae. Loài này được J.Graham mô tả khoa học đầu tiên năm 1839.